# 維珀河
51°17′21″N 11°9′58″E / 51.28917°N 11.16611°E
維珀河（德語：Wipper，發音：[ˈvɪpɐ]）是德國的河流，位於圖林根州，屬於溫斯特魯特河的左支流，河道全長95公里，發源自莱讷费尔德-沃尔比斯附近，流經布莱谢罗德和松德斯豪森，河口處在黑尔德龙根附近。